# 4:44
4:44 é o décimo-terceiro álbum de estúdio do rapper americano Jay-Z. Foi lançado em 30 de junho de 2017 pela Roc Nation e Universal Music Group.
Assim como o álbum anterior de Jay-Z, Magna Carta Holy Grail (2013), 4:44 não foi precedido por singles. O disco foi gravado entre dezembro de 2016 e junho de 2017, sendo produzido por No I.D. e Jay-Z. James Blake e Dominic Maker também ajudaram na produção de algumas faixas. Entre os convidados para participar de algumas músicas estão Frank Ocean, Damian Marley, Beyoncé e Gloria Carter, a mãe de Jay-Z. Também conta com as contribuições vocais de Blue Ivy Carter, James Fauntleroy, Kim Burrell e The-Dream.
O álbum foi um sucesso de público e crítica, sendo elogiado por seu conteúdo pessoal e emocional. Em 5 de julho, o 4:44 vendeu mais de um milhão de downloads digitais só nos Estados Unidos. Estreou na primeira posição da Billboard 200, sendo o décimo-terceiro disco de estúdio de Jay-Z a alcançar o topo das paradas americanas. O 4:44 recebeu uma nomeação ao Grammy Award de "Álbum do Ano", enquanto o primeiro single (auto-intitulado) foi nomeado para "Canção do Ano" e a faixa "The Story of O.J." para "Gravação do Ano" no 60º Grammys.
O tema Marcy Me utiliza como sample a música Todo o Mundo e Ninguém escrita em 1970 pelo músico português Tozé Brito para o Quarteto 1111, baseada num texto do dramaturgo Gil Vicente.

## Faixas
| CD  |                                             |         |  |
| N.º | Título                                      | Duração |  |
| 1.  | "Kill Jay Z"                                | 2:58    |  |
| 2.  | "The Story of O.J."                         | 3:52    |  |
| 3.  | "Smile" (featuring Gloria Carter)           | 4:50    |  |
| 4.  | "Caught Their Eyes" (featuring Frank Ocean) | 3:26    |  |
| 5.  | "4:44"                                      | 4:44    |  |
| 6.  | "Family Feud" (featuring Beyoncé)           | 4:11    |  |
| 7.  | "Bam" (featuring Damian Marley)             | 3:55    |  |
| 8.  | "Moonlight"                                 | 2:24    |  |
| 9.  | "Marcy Me"                                  | 2:54    |  |
| 10. | "Legacy"                                    | 2:57    |  |

## Tabelas musicais
| Paradas (2017)                          | Melhor posição |
| --------------------------------------- | -------------- |
| Alemanha (Offizielle Deutsche Charts)   | 15             |
| Austrália (ARIA)                        | 3              |
| Áustria (Ö3 Austria Top 40)             | 11             |
| Bélgica (Ultratop Flandres)             | 14             |
| Bélgica (Ultratop Valônia)              | 63             |
| Canadá (Billboard)                      | 1              |
| República Tcheca (ČNS IFPI)             | 38             |
| Dinamarca (Hitlisten)                   | 18             |
| Países Baixos (Dutch Charts)            | 11             |
| França (SNEP)                           | 43             |
| Irlanda (IRMA)                          | 8              |
| Itália (FIMI)                           | 69             |
| Japão (Oricon)                          | 88             |
| Nova Zelândia (RMNZ)                    | 10             |
| Noruega (VG-lista)                      | 11             |
| Polónia (ZPAV)                          | 27             |
| Portugal (AFP)                          | 33             |
| Escócia (Official Scottish Albums)      | 6              |
| Espanha (PROMUSICAE)                    | 61             |
| Suécia (Sverigetopplistan)              | 16             |
| Suíça (Schweizer Hitparade)             | 5              |
| Suíça (Romandie) (Schweizer Hitparade)  | 1              |
| Reino Unido (Official Albums Chart)     | 3              |
| Estados Unidos (Billboard 200)          | 1              |
| Estados Unidos (Top R&B/Hip Hop Albums) | 1              |

### Certificações
| País           | Provedor | Certificação |
| -------------- | -------- | ------------ |
| Estados Unidos | RIAA     | Platina      |